# Chengdu Open 2018
Chengdu Open 2018 byl tenisový turnaj pořádaný jako součást mužského okruhu ATP World Tour, který se hrál na otevřených dvorcích s tvrdým povrchem S’-čchuanského mezinárodního tenisového centra. Probíhal mezi 24. až 30. zářím 2018 v čínské megapoli Čcheng-tu, centru sečuánské provincie, jako třetí ročník turnaje.
Turnaj s rozpočtem 1 183 360 amerických dolarů patřil do kategorie ATP World Tour 250. Nejvýše nasazeným hráčem ve dvouhře se stal třináctý tenista světa Fabio Fognini z Itálie, který skončil jako poražený finalista. Jako poslední přímý účastník do hlavní singlové soutěže nastoupil americký 108. hráč žebříčku Tim Smyczek .
Čtvrtý titul na okruhu ATP Tour vybojoval 23letý australský kvalifikant Bernard Tomic. Druhou společnou trofej ze čtyřhry turnajů ATP si odvezl chorvatský pár Ivan Dodig a Mate Pavić.

## Rozdělení bodů a finančních odměn

### Rozdělení bodů
| Soutěž  | vítězové | finalisté | semifinalisté | čtvrtfinalisté | 16 v kole | 32 v kole | Q  | Q2 | Q1 |
| ------- | -------- | --------- | ------------- | -------------- | --------- | --------- | -- | -- | -- |
| dvouhra | 250      | 150       | 90            | 45             | 20        | 0         | 12 | 6  | 0  |
| čtyřhra | 250      | 150       | 90            | 45             | 0         | —         | —  | —  | —  |

### Finanční odměny
| Soutěž                              | vítězové | finalisté | semifinalisté | čtvrtfinalisté | 16 v kole | 32 v kole | Q2     | Q1     |
| ----------------------------------- | -------- | --------- | ------------- | -------------- | --------- | --------- | ------ | ------ |
| dvouhra                             | $190 885 | $100 535  | $54 460       | $31 030        | $18 275   | $10 830   | $4 875 | $2 440 |
| čtyřhra                             | $57 990  | $30 490   | $16 520       | $9 450         | $5 540    | —         | —      | —      |
| částka ve čtyřhře je uvedena na pár |          |           |               |                |           |           |        |        |

## Mužská dvouhra

### Nasazení
| Stát                         | Hráč                | ATP | Nasazení |
| ---------------------------- | ------------------- | --- | -------- |
| Itálie                       | Fabio Fognini       | 13. | 1.       |
| Jižní Korea                  | Čong Hjon           | 23. | 2.       |
| Gruzie                       | Nikoloz Basilašvili | 31. | 3.       |
| Francie                      | Adrian Mannarino    | 32. | 4.       |
| Francie                      | Gaël Monfils        | 42. | 5.       |
| Austrálie                    | Matthew Ebden       | 48. | 6.       |
| Portugalsko                  | João Sousa          | 49. | 7.       |
| USA                          | Tennys Sandgren     | 58. | 8.       |
| Žebříček ATP k 17. září 2018 |                     |     |          |

### Jiné formy účasti
Následující hráči obdrželi divokou kartu do hlavní soutěže:
- Tseng Chun-hsin
- Wu I-ping
- Čang Ce

Následující hráči postoupili z kvalifikace:
- Ruben Bemelmans
- Prajneš Gunneswaran
- Lloyd Harris
- Bernard Tomic

Následující hráč postoupil z kvalifikace jako tzv. šťastný poražený:
- Félix Auger-Aliassime

### Odhlášení
před zahájením turnaje
- Kevin Anderson → nahradil jej  Tim Smyczek
- Pablo Carreño Busta → nahradil jej  Vasek Pospisil
- Márton Fucsovics → nahradil jej  Radu Albot
- Nicolás Jarry → nahradil jej  Jevgenij Donskoj
- Leonardo Mayer → nahradil jej  Guido Pella
- John Millman → nahradil jej  Marcos Baghdatis
- Frances Tiafoe → nahradil jej  Taylor Fritz
- Čang Ce → nahradil jej  Félix Auger-Aliassime

## Mužská čtyřhra

### Nasazení
| Stát                                                                    | Hráč              | Stát        | Hráč             | ATP | Nasazení |
| ----------------------------------------------------------------------- | ----------------- | ----------- | ---------------- | --- | -------- |
| Chorvatsko                                                              | Ivan Dodig        | Chorvatsko  | Mate Pavić       | 28. | 1.       |
| Chile                                                                   | Julio Peralta     | Argentina   | Horacio Zeballos | 64. | 2.       |
| Indie                                                                   | Diviž Šaran       | Nový Zéland | Artem Sitak      | 73. | 3.       |
| Mexiko                                                                  | Santiago González | Pákistán    | Ajsám Kúreší     | 86. | 4.       |
| Žebříček ATP k 17. září 2018; číslo je součtem umístění obou členů páru |                   |             |                  |     |          |

### Jiné formy účasti
Následující páry obdržely divokou kartu do hlavní soutěže:
- Kao Sin /  Tche Ž'-ke-le
- Kung Mao-sin /  Čang Ce

Následující pár nastoupil do čtyřhry z pozice náhradníka:
- Ruben Bemelmans /  Prajneš Gunneswaran

### Odhlášení
před zahájením turnaje
- Fabio Fognini

## Přehled finále

### Mužská dvouhra
- Bernard Tomic vs.  Fabio Fognini, 6–1, 3–6, 7–6(9-7)

### Mužská čtyřhra
- Ivan Dodig /  Mate Pavić vs.  Austin Krajicek /  Džívan Nedunčežijan, 6–2, 6–4